# Schloss Burgfried

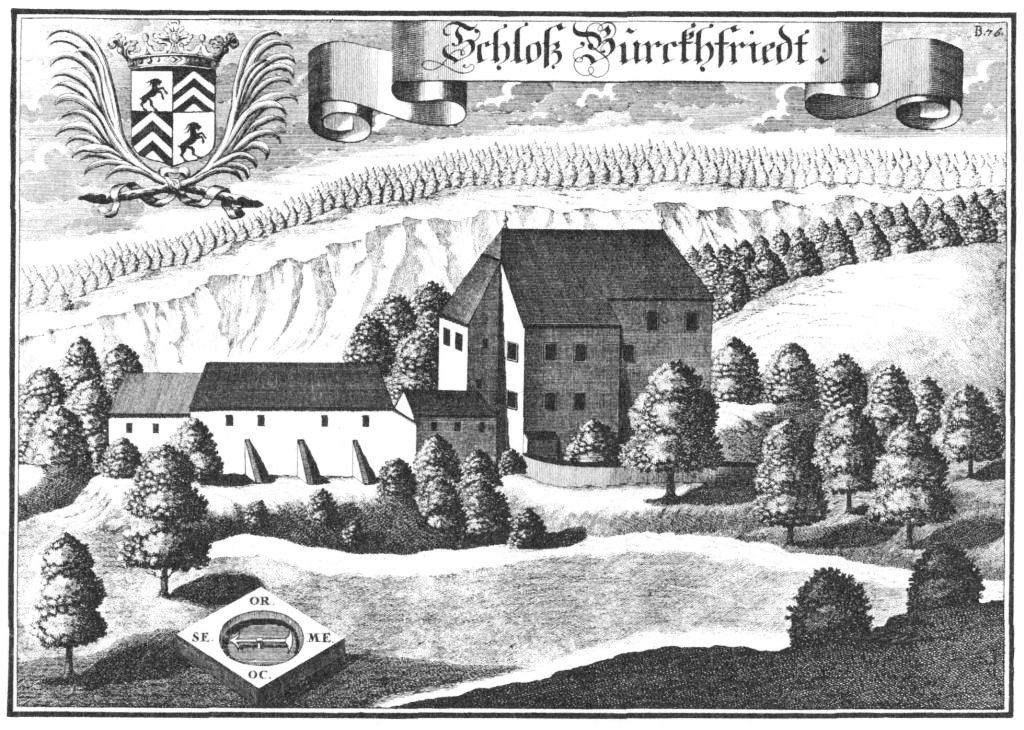
Schloss Burgfried nach einer Radierung von Michael Wening von 1721

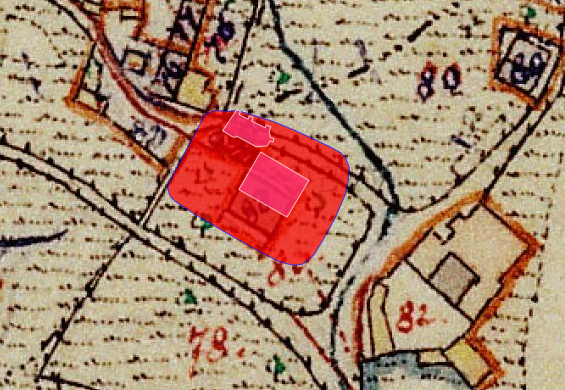
Lageplan von Schloss Burgfried auf dem Urkataster von Bayern

Das abgegangene Schloss Burgfried (zumeist als Schloss und Sitz  bezeichnet) lag im Gemeindeteil Burg der Gemeinde Winhöring im Landkreis Altötting von Bayern. Schloss Burgfried ist nicht zu verwechseln mit der nahegelegenen Unterholznerburg. Der heutige Schlossbau, im Kern vom Beginn des 18. Jahrhunderts, ist unter der Aktennummer D-1-71-137-24 als Baudenkmal verzeichnet. „Untertägige spätmittelalterliche und frühneuzeitliche Befunde im Bereich des Hofmarkschlosses Burg und seiner Vorgängerbauten mit Kath. Schlosskapelle St. Bartholomäus“ werden zudem als Bodendenkmal unter der Aktennummer D-1-7742-0203 geführt.

## Geschichte
Schloss Burgfried war ein Lehen des Domkapitels Bamberg. Erster Lehensnehmer ist Hans Perger, Sohn des gleichnamigen ersten Besitzers von Schloss Waldberg. Eine der vier Töchter des Hans Perger, Elisabeth, war seit 1391 mit Hans I. Trenbeck verheiratet; da keine männlichen Erben vorhanden waren, konnten sie das Schloss Burgfried erwerben. In der Folge blieb dieser Besitz zusammen mit Schloss Waldberg und der Hofmark Arbing für etwa zweihundert Jahre in der Hand der Trenbecks. Von den Söhnen Elisabeth und Hans Trenbeck erbte Ortolf den Sitz Burgfried, Thomas das Schloss Waldberg. Noch in einem Verzeichnis der Hofmarken von 1598 ist zu lesen: Schlos ze Burckhfird, Inhaber die Threnbeck, die Schlos Waldberg und Hofmark Arbing besitzen. Um Burgfried kam es 1564/65 zu einem Reichskammergerichtsprozess zwischen Wolf Seifreid von Trenbach und Georg von Gumppenberg, der die Lehenshoheit für Burgfried behauptete. Dieser Anspruch wurde aber zurückgewiesen und die Lehenshoheit von Bamberg bestätigt. Letzter der Trenbecks war Hans Christoph von Trenbeck, Herr auf Burgfried, Waldberg, Schambach, Peizkofen und Neubau († 21. März 1637).
1643 wurde das Lehen Bergfried allodifiziert und 1644 mit Schloss Frauenbühl in die Hofmark Winhöring inkorporiert. Das weitere Schicksal ist das von Winhöring. Zum Patrimonialgericht von Winhöring gehörte 1821 auch das von Burg bzw. Burgfried.

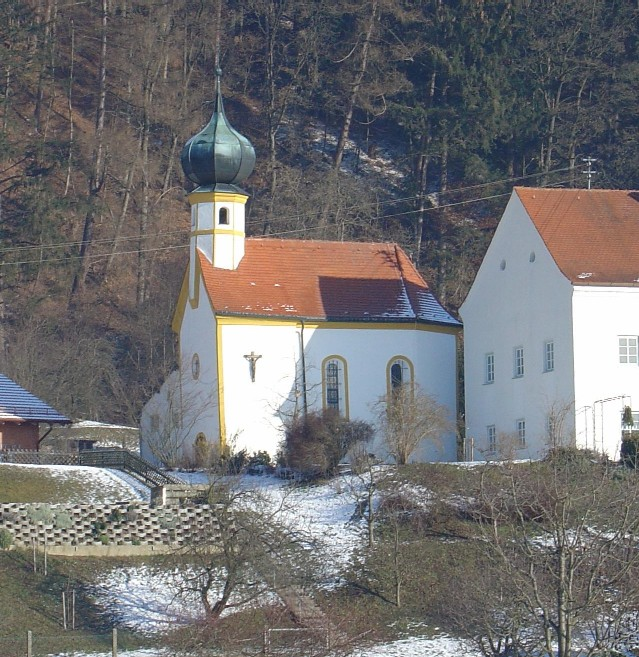

## Schloss Burgfried heute
Das alte Schloss Burgfried, das seit 1637 unbewohnt war, befand sich in einem so schlechten baulichen Zustand, dass Max Joseph Freiherr von Richel dasselbe im Juni 1721 niederreißen und an derselben Stelle ein kleines Schloss und die Kirche errichten ließ, die heute noch stehen. Im ersten Edelsitz befand sich eine Burgkapelle im Inneren des Baus. Seit dem Neubau befindet sich die Schlosskapelle extern, welche aber anfänglich noch fest mit dem Schloss verbunden war.